# Giuseppe Perotti
Giuseppe Perotti, italijanski general, * 1895, † 1944.